# موردخای گور
موردخای گور (انگلیسی: Mordechai Gur؛ ۶ مه ۱۹۳۰ – ۱۶ ژوئیهٔ ۱۹۹۵) سیاست‌مدار و سپهبد نیروی زمینی اسرائیل بود، که در فاصله سال‌های ۱۹۷۴ تا ۱۹۷۸ به‌عنوان دهمین رئیس ستاد کل نیروهای مسلح اسرائیل فعالیت می‌کرد. وی از ۱۹۸۴ تا ۱۹۸۶ وزیر بهداشت اسرائیل بود.
گور فعالیت نظامی را از سال ۱۹۴۶ در ارتش اسرائیل آغاز کرد، از ۱۹۶۱ تا ۱۹۶۳ فرماندهی تیپ ۱ گولانی را برعهده داشت و از ۱۹۶۳ تا ۱۹۶۵ رئیس اداره عملیات نیروهای دفاعی اسرائیل بود. وی در فاصله سال‌های ۱۹۶۶ تا ۱۹۶۹ به‌عنوان فرمانده تیپ ۵۵ چترباز فعالیت می‌کرد و از ۱۹۶۹ تا ۱۹۷۲ فرماندهی شمالی اسرائیل را برعهده داشت.